# Daniela Reina
Daniela Reina (Camerino, 15 maggio 1981) è una velocista e mezzofondista italiana.
In campo internazionale ha vinto 7 medaglie in competizioni seniores: un bronzo agli Europei indoor, un argento ed un bronzo in Coppa Europa e due argenti ai Giochi del Mediterraneo ed al DécaNation.
A livello italiano, ha vinto 17 titoli nazionali: 8 assoluti, 5 universitari, 2 promesse, 1 allieve e 1 cadette. Detiene 4 record nazionali: 1 seniores, 1 promesse e 2 juniores più un altro seniores che però non è stato omologato.

## Biografia

### Gli inizi
Vince nel 1996, a 15 anni, la sua prima medaglia che è stata anche il suo primo titolo individuale nazionale, in occasione dei campionati italiani cadetti e cadette di Carole dove si aggiudica la medaglia d'oro sui 300 m.
Esordisce in una manifestazione internazionale nel 1998 in occasione delle Gymnasiadi tenutesi in Cina a Shanghai, ottenendo un quarto posto sui 400 m; nello stesso anno vince il titolo italiano allieve sui 400 m.

### 2000-2002: l'esordio in nazionale e l'argento agli Europei indoor
Nello stesso anno partecipa ai Mondiali juniores in Cile a Santiago del Cile dove si ferma in batteria sui 400 m.
Nel 2001 diventa campionessa nazionale universitaria nei 400 m (quarta sui 200 m) ed ai campionati nazionali promesse di Milano giunge quarta sui 200 ed invece sui 400 m vince il titolo italiano di categoria.
Nello stesso anno a livello internazionale gareggia ai Giochi del Mediterraneo vincendo la medaglia d'argento con la staffetta 4x400 m.

Poi agli Europei under 23 di Amsterdam nei Paesi Bassi terminando settimo sui 400 m.
Durante la stagione indoor del 2002, entrambe le volte sui 400 m, vince prima il bronzo agli italiani assoluti e poi l'argento agli Europei al coperto di Vienna in Austria (esordio per lei con la Nazionale assoluta);

poi in Coppa Europa ad Annecy in Francia vince il bronzo con la 4x400 m; diventa campione nazionale universitario sui 400 m ed invece agli italiani assoluti outdoor, sempre sui 400 m, non va oltre la batteria.

### 2003-2005: il primo titolo assoluto individuale
Nel 2003 si aggiudica il titolo nazionale universitario e quello promesse sui 400 m; in precedenza termina sesta sui 400 m agli assoluti indoor, mentre a quelli all'aperto finisce in quarta posizione.

Agli Europei under 23 di Bydgoszcz in Polonia esce in batteria sui 400 m.
Nel 2004 vince altre due medaglie nazionali sui 400 m: titolo universitario e bronzo agli assoluti outdoor; agli assoluti indoor finisce quarta sui 400 m.
Poi con la Nazionale assoluta gareggia come staffettista in Coppa Europa ad Istanbul in Turchia, concludendo la gara al primo posto.
Tre medaglie con due titoli nazionali durante il 2005 sui 400 m: argento agli assoluti indoor, oro sia agli universitari che agli assoluti outdoor (suo primo titolo assoluto individuale).
In Coppa Europa svoltasi in Italia a Firenze giunge ottava sui 400 m; quindi al DécaNation in Francia a Parigi termina sesta sui 400 m.

### 2006-2007: il record nazionale nei 400 m piani
Nel 2006 stabilisce il nuovo record italiano dei 400 m a Rieti (poi migliorato dall'attuale primatista Libania Grenot) con il tempo di 51”18 (il precedente apparteneva a Virna De Angeli, 51”31); centra l'accoppiata di titoli italiani indoor-outdoor agli assoluti sui 400 m.
In Coppa Europa in Repubblica Ceca a Praga termina terza sia sui 400 m che con la 4x400 m.

Sempre nel 2006 partecipa ai Campionati europei di Göteborg in Svezia, arrivando quinta nella semifinale dei 400 m con il tempo di 52”13 (52”07 in batteria).
Nel 2007 altra doppietta di titoli italiani agli assoluti indoor-outdoor sui 400 m.

Stabilisce anche la migliore prestazione nazionale assoluta dei 500 m indoor nel gennaio del 2007 ad Ancona col tempo di 1'11”03
In competizioni internazionali, semifinale sui 400 m agli Europei indoor a Birmingham in Gran Bretagna; durante la Coppa Europa in Italia a Milano: terza sui 400 m, quarta nei 200 m e seconda con la 4x400 m; infine ai Campionati del mondo di Osaka in Giappone raggiunge nei 400 m il sesto posto in semifinale con il tempo di 51”99.

### 2008-2009: il passaggio agli 800 m piani
Tris di medaglie nel 2008 agli assoluti: titolo italiano sui 400 m e bronzo agli indoor, medaglia d'oro all'aperto.
In Coppa Europa in Francia ad Annecy conclude quinta nei 400 m ed ottava con la 4x400 m
Nel 2009 ha centrato un'altra tripletta di medaglia agli assoluti: oro sui 400 ed argento con la 4x200 m agli indoor, argento sui 400 m all'aperto.
In manifestazione internazionali: termina quinta sui 400 m agli Europei indoor in Italia a Torino; sempre in Italia, vince l'argento sia ai Giochi del Mediterraneo a Pescara e poi invece a in Portogallo a Leiria vince l'argento con la staffetta 4x400 m agli Europei a squadre; ai Mondiali di Berlino in Germania esce in batteria sia sugli 800 che con la 4x400 m. infine al DécaNation di Parigi in Francia ottiene il bronzo sui 400 m.

### 2010-2014
Dal 2010 in poi non ha preso parte agli assoluti indoor; nello stesso anno all'aperto non è partita nella finale degli 800 m.
In ambito internazionale si aggiudica il bronzo sulla stessa distanza nella Coppa dei Campioni per club a Vila Real de Santo António in Portogallo. Poi agli Europei a squadre di Bergen in Norvegia finisce settima con al 4x400 m. Infine agli Europei di Barcellona in Spagna esce in batteria sugli 800 m.
Argento sugli 800 m agli assoluti all'aperto del 2011.
Assente nel 2012 sia agli assoluti indoor che a quelli outdoor.
Nel biennio 2013-2014 non supera entrambe le volte la batteria degli 800 m agli assoluti outdoor. 

Durante il novembre del 2014 passa alla Società sportiva Lazio Atletica
2015, assente agli assoluti indoor di Padova, mentre non supera la batteria dei 400 m agli assoluti di Torino.

## Curiosità
- È l'unica quattrocentista italiana ad aver vinto 8 titoli assoluti, tra indoor ed outdoor, in 5 anni consecutivi (2005-2009).
- È l'unica quattrocentista italiana ad aver vinto per 3 anni di fila (2006, 2007, 2008) l'accoppiata 400 m indoor ed outdoor agli assoluti.
- A livello nazionale, ha vinto i 400 m in 4 categorie diverse: universitari, assoluti, promesse ed allieve.
- Tra le prime 20 migliori prestazioni italiane femminili all-time sui 400 m, detiene l'unico tempo non stabilito dalla pluri-primatista italo-cubano Libania Grenot[4].
- È allenata da Sergio Biagetti che è uno specialista della velocità[5].
- Ha un fratello maggiore, classe 1977, Filippo Michele Reina pure lui quattrocentista e che corre come lei per l'Avis Atletica Macerata[6].

## Record nazionali

### Seniores
- 500 metri piani indoor: 1'11”03 ( Ancona, 21 gennaio 2007)[7]
- 600 metri piani indoor: 1'27”75 ( Ancona, 30 gennaio 2010) (tempo non omologato)[7]

### Promesse
- Staffetta svedese: 2'09”10 ( Macerata, 28 luglio 2002)[8]

### Juniores
- 300 metri piani: 38”81 ( Macerata, 29 agosto 2000) (cronometraggio manuale)[9]
- 500 metri piani: 1'11”60 ( Macerata, 20 maggio 2000)[9]

## Progressione

### 400 metri piani
| Stagione | Tempo | Luogo      | Data      | Rank. Mond. |
| -------- | ----- | ---------- | --------- | ----------- |
| 2014     | 56"35 | Orvieto    | 4-7-2014  |             |
| 2012     | 56"91 | Avellino   | 13-6-2012 | 2207º       |
| 2011     | 54"76 | Firenze    | 4-6-2011  | 645º        |
| 2010     | 53"14 | Firenze    | 5-6-2010  | 184º        |
| 2009     | 52"27 | Rieti      | 16-5-2009 | 84º         |
| 2008     | 52"42 | Ginevra    | 31-5-2008 | 131º        |
| 2007     | 51"99 | Osaka      | 27-8-2007 | 84º         |
| 2006     | 51"18 | Rieti      | 27-8-2006 | 33º         |
| 2005     | 53"47 | Bressanone | 26-6-2005 | 233º        |

### 400 metri piani indoor
| Stagione | Tempo | Luogo      | Data      | Rank. Mond. |
| -------- | ----- | ---------- | --------- | ----------- |
| 2011     | 56"25 | Mondeville | 5-2-2011  |             |
| 2009     | 53"11 | Torino     | 7-3-2009  |             |
| 2008     | 53"75 | Genova     | 23-2-2008 |             |
| 2007     | 52"89 | Tampere    | 4-2-2007  |             |
| 2006     | 54"13 | Ancona     | 18-2-2006 |             |
| 2005     | 54"99 | Ancona     | 19-2-2005 |             |

### 800 metri piani
| Stagione | Tempo   | Luogo            | Data      | Rank. Mond. |
| -------- | ------- | ---------------- | --------- | ----------- |
| 2014     | 2'10"95 | Caprino Veronese | 31-5-2014 |             |
| 2013     | 2'11"87 | Roma             | 30-6-2013 |             |
| 2012     | 2'07"76 | Rovereto         | 22-6-2012 |             |
| 2011     | 2'03"94 | Pordenone        | 15-6-2011 |             |
| 2010     | 2'01"09 | Roma             | 10-6-2010 |             |
| 2009     | 2'01"27 | Huelva           | 10-6-2009 |             |
| 2007     | 2'08"71 | Palermo          | 30-9-2007 |             |
| 2006     | 2'10"24 | Rieti            | 21-5-2006 |             |
| 2005     | 2'10"82 | Fabriano         | 29-5-2005 |             |

## Palmarès
| Anno | Manifestazione          | Sede       | Evento      | Risultato  | Prestazione | Note   |
| ---- | ----------------------- | ---------- | ----------- | ---------- | ----------- | ------ |
| 2000 | Mondiali U20            | Santiago   | 400 m piani | Batteria   | 55"12       | [ 10 ] |
| 2001 | Giochi del Mediterraneo | Tunisi     | 4×400 m     | Argento    | 3'38"90     | [ 11 ] |
| 2001 | Europei U23             | Amsterdam  | 400 m piani | 7ª         | 54"31       | [ 11 ] |
| 2002 | Europei indoor          | Vienna     | 4×400 m     | Bronzo     | 3'36"49     | [ 12 ] |
| 2003 | Europei U23             | Bydgoszcz  | 400 m piani | Batteria   | 54"82       | [ 13 ] |
| 2006 | Europei                 | Göteborg   | 400 m piani | Semifinale | 52"13       | [ 14 ] |
| 2007 | Europei indoor          | Birmingham | 400 m piani | Semifinale | 52"95       | [ 15 ] |
| 2007 | Mondiali                | Osaka      | 400 m piani | Semifinale | 51"99       | [ 16 ] |
| 2009 | Europei indoor          | Torino     | 400 m piani | 5ª         | 53"11       | [ 17 ] |
| 2009 | Giochi del Mediterraneo | Pescara    | 400 m piani | Argento    | 52"34       | [ 18 ] |
| 2009 | Mondiali                | Berlino    | 800 m piani | Batteria   | 2'06"30     | [ 19 ] |
| 2009 | Mondiali                | Berlino    | 4×400 m     | Batteria   | 3'31"05     | [ 20 ] |
| 2010 | Europei                 | Barcellona | 800 m piani | Batteria   | 2'01"94     | [ 21 ] |

## Campionati nazionali
- 4 volte campionessa nazionale assoluta dei 400 m piani (2005, 2006, 2007, 2008)
- 4 volte campionessa nazionale assoluta indoor dei 400 m piani (2006, 2007, 2008, 2009)
- 5 volte campionessa universitaria dei 400 m piani (2001, 2002, 2003, 2004, 2005)
- 2 volte campionessa promesse dei 400 m piani (2001, 2003)
- 1 volta campionessa allieve dei 400 m piani (1998)
- 1 volta campionessa cadette dei 300 m piani (1996)

1996
- Oro ai campionati italiani cadetti (Caorle), 300 m piani - 40"88[22]

1998
- Oro ai campionati italiani allievi (Caorle), 400 m piani - 57"91[22]

2001
- Oro ai campionati nazionali universitari (Cagliari), 400 m piani - 54"54[23]
- 4ª ai campionati nazionali universitari (Cagliari), 200 m piani - 24"93[23]
- 4ª ai campionati italiani promesse (Milano), 200 m piani - 24"33[24]
- Oro ai campionati italiani promesse (Milano), 400 m piani - 53"81[24]

2002
- Bronzo ai campionati italiani assoluti indoor (Genova), 400 m piani - 54"70[25]
- Oro ai campionati nazionali universitari (Chieti), 400 m piani - 53"54[23]
- In batteria ai campionati italiani assoluti (Viareggio), 400 m piani - 53"74[26]

2003
- 6ª ai campionati italiani assoluti indoor (Genova), 400 m piani - 55"67[27]
- Oro ai campionati nazionali universitari (Salerno), 400 m piani - 54"35[23]
- Oro ai campionati italiani promesse (Grosseto), 400 m piani - 54"32[28]
- 4ª ai campionati italiani assoluti (Rieti), 400 m piani - 54"38[29]

2004
- 4ª ai campionati italiani assoluti indoor (Genova), 400 m piani - 54"79[30]
- Oro ai campionati nazionali universitari (Camerino), 400 m piani - 53"95[31]
- Bronzo ai campionati italiani assoluti (Firenze), 400 m piani - 53"62[32]

2005
- Argento ai campionati italiani assoluti indoor (Ancona), 400 m piani - 54"99[33]
- Oro ai campionati nazionali universitari (Catania), 400 m piani - 53"99[34]
- Oro ai campionati italiani assoluti (Bressanone), 400 m piani - 53"47[35]

2006
- Oro ai campionati italiani assoluti indoor (Ancona), 400 m piani - 54"13[36]
- Oro ai campionati italiani assoluti (Torino), 400 m piani - 52"46[37]

2007
- Oro ai campionati italiani assoluti indoor (Ancona), 400 m piani - 53"11[38]
- Oro ai campionati italiani assoluti (Padova), 400 m piani - 52"31[39]

2008
- Oro ai campionati italiani assoluti indoor (Genova), 400 m piani - 53"75[40]
- Bronzo ai campionati italiani assoluti indoor (Genova), 4×200 m - 1'13"78[41]
- Oro ai Campionati italiani assoluti (Cagliari), 400 m piani - 53"48[42]

2009
- Oro ai campionati italiani assoluti indoor (Torino), 400 m piani - 53"19[43]
- Argento ai campionati italiani assoluti indoor (Torino), 4×200 m - 1'39"07[44]
- Argento ai campionati italiani assoluti (Milano), 800 m piani - 2'03"06[45]

2010
- In finale ai campionati italiani assoluti, (Grosseto), 800 m piani - dns[46]

2011
- Argento ai campionati italiani assoluti, (Torino), 800 m piani - 2'07"64[47]

2013
- In batteria ai campionati italiani assoluti, (Milano), 800 m piani - 2'12"35[48]

2014
- In batteria ai campionati italiani assoluti, (Rovereto), 800 m piani - 2'12"51[49]

2015
- In batteria ai campionati italiani assoluti, (Torino), 400 m piani - 55"47[50]

## Altre competizioni internazionali
1998
- 4ª alle Gymnasiadi ( Shanghai), 400 m piani[51]

2002
- Bronzo in Coppa Europa ( Annecy), 4×400 m - 3'29"14[52]

2004
- 1ª in Coppa Europa ( Istanbul), 4×400 m - 3'31"91[53]

2005
- 8ª in Coppa Europa ( Firenze), 400 m piani - 54"29[54]
- 6ª al DécaNation ( Parigi), 400 m piani - 54"31[55]

2006
- 3ª in Coppa Europa ( Praga), 400 m piani - 52"18[14]
- 3ª in Coppa Europa ( Praga), 4×400 m - 3'31"76[14]

2007
- 3ª in Coppa Europa ( Milano), 400 m piani - 52"66[56]
- 4ª in Coppa Europa ( Milano), 200 m piani - 23"68[57]
- 2ª in Coppa Europa ( Milano), 4×400 m - 3'31"07[58]

2008
- 5ª in Coppa Europa ( Annecy), 400 m piani - 52"87[59]
- 8ª in Coppa Europa ( Annecy), 4×400 m - 3'34"12[59]

2009
- Argento agli Europei a squadre ( Leiria), 4×400 m - 3'28"77[60]
- Bronzo al DécaNation ( Parigi), 400 m piani - 53"69[61]

2010
- Bronzo in Coppa dei Campioni per club ( Vila Real de Santo António), 800 m piani - 2'04"10[62]
- 7ª agli Europei a squadre ( Bergen), 4×400 m - 3'31"16[63]